# Сондерс, Хартли
Хартли Сесил Сондерс (англ. Hartley Cecil Saunders; 7 ноября 1943 — 9 июня 2004, Силвер-Спринг, Мэриленд) — багамский легкоатлет, выступавший в тройном прыжке и метании копья. Участник летних Олимпийских игр 1964 года.

## Биография
Хартли Сондерс родился 7 ноября 1943 года.
Выступал в легкоатлетических соревнованиях за американский «Морган Стейт Биарз» из Балтимора.
В 1964 году вошёл в состав сборной Багамских Островов на летних Олимпийских играх в Токио. В тройном прыжке занял в квалификации 29-е место, показав результат 14,59 метра — на 1,21 метра меньше норматива, дававшего право выступить в финале.
В 1966 году участвовал в Играх Британской империи и Содружества наций в Кингстоне. В тройном прыжке занял 11-е место (14,90), в метании копья — 11-е (46,54 метра).
Умер 9 июня 2004 года в американской статистически обособленной местности Силвер-Спринг в штате Мэриленд.

## Личный рекорд
- Тройной прыжок — 15,49 (1969)[1]